# 伊万·科特利亚列夫斯基
伊萬·彼得羅維奇·科特利亞列夫斯基（羅馬化：Ivan Petrovych Kotliarevskyi；1769年9月9日（8月29日）—1838年11月10日（10月29日）），乌克兰作家、诗人、编剧、翻译，是现代乌克兰文学的先驱。1798年，以乌克兰语写作《埃涅阿斯记》。曾经参加俄土战争，并在战争结束后发表了“关于1806年土耳其战争中俄罗斯军队的首次行动记录”。